# Mingo
Mingo és una població dels Estats Units a l'estat d'Iowa. Segons el cens del 2000 tenia 269 habitants.

## Demografia
Segons el cens del 2000, Mingo tenia 269 habitants, 107 habitatges, i 78 famílies. La densitat de població era de 212 habitants/km².
Dels 107 habitatges en un 32,7% hi vivien nens de menys de 18 anys, en un 62,6% hi vivien parelles casades, en un 3,7% dones solteres, i en un 26,2% no eren unitats familiars. En el 24,3% dels habitatges hi vivien persones soles el 8,4% de les quals corresponia a persones de 65 anys o més que vivien soles. El nombre mitjà de persones vivint en cada habitatge era de 2,51 i el nombre mitjà de persones que vivien en cada família era de 2,99.
Per edats la població es repartia de la següent manera: un 24,2% tenia menys de 18 anys, un 10,4% entre 18 i 24, un 26% entre 25 i 44, un 27,1% de 45 a 60 i un 12,3% 65 anys o més.
L'edat mediana era de 40 anys. Per cada 100 dones de 18 o més anys hi havia 106,1 homes.
La renda mediana per habitatge era de 40.341 $ i la renda mediana per família de 44.000 $. Els homes tenien una renda mediana de 31.250 $ mentre que les dones 20.833 $. La renda per capita de la població era de 18.834 $. Entorn de l'1,3% de les famílies i el 3,9% de la població estaven per davall del llindar de pobresa.

## Poblacions més properes
El següent diagrama mostra les poblacions més properes.